# تريفور براون (رسام توضيحي)
تريفور براون (بالإنجليزية: Trevor Brown)‏ هو رسام توضيحي بريطاني، ولد في 1959 في برايتون في المملكة المتحدة.

## وصلات خارجية
- تريفور براون على موقع ميوزك برينز (الإنجليزية)
- تريفور براون على موقع إن إن دي بي (الإنجليزية)
- تريفور براون على موقع ديسكوغز (الإنجليزية)